# Intervilles (игра)
Intervilles — компьютерная игра, основанная на одноименном французском телешоу. Была выпущена 28 июня 2007 года на Windows. 10 июня 2008 года была выпущена на Nintendo DS. 9 июля 2009 года была выпущена на Nintendo Wii.

## Игровой процесс
Игра выполнена в жанре экшен. Игрок управляет одним персонажем, другим компьютер. Управление осуществляется с помощью клавиатуры и мыши.

## Сюжет
Игра основана на одноимённом телешоу.
В игре присутствуют конкурсы: Les Autruches en Cavale, Le Fil Rouge, Les Arches Vachettes, Tartes à Gueule, Les Bulles de Savon, Une Omelette Sans Casser les Oeufs, Le Festin des Manchots, Le Mur des Champions, Les Sumos Backetteurs, Les Marches de Provence, Le Combat des Geants, Buts à la Pelle, La Course des Escargots, Les Tarzans, La Course des Animaux, Tu tires ou tu pointes ?.
В игре участвуют города: Сент-Максим, Ним, Сен-Кантен, Марсель и Тарб.